# Kandelaberkungsljus
Kandelaberkungsljus (Verbascum pulverulentum) är en flenörtsväxtart som beskrevs av Dominique Villars. Kandelaberkungsljus ingår i släktet kungsljus, och familjen flenörtsväxter. Inga underarter finns listade i Catalogue of Life.